# Labastida
Pour les articles homonymes, voir Bastida.
Labastida en espagnol ou Bastida en basque est une commune d'Alava, dans la communauté autonome du Pays basque en Espagne.

## Hameaux
La commune comprend les deux hameaux suivants :
- Labastida (Bastida en basque), chef-lieu de la commune ;
- Salinillas de Buradón (Gatzaga Buradon en basque), concejo.